# Hansol Korea Open 2012
L' Hansol Korea Open 2012 è stato un torneo di tennis giocato sul cemento all'aperto. È stata la nona edizione del torneo che fa parte della categoria International nell'ambito del WTA Tour 2012. Il torneo si  è giocato dal 15 al 23 settembre all' Olympic Park Tennis Center di Seul, in Corea del Sud.

## Partecipanti

### Teste di serie
| Nazionalità | Giocatrice         | Ranking* | Testa di serie |
| ----------- | ------------------ | -------- | -------------- |
| Danimarca   | Caroline Wozniacki | 11       | 1              |
| Russia      | Marija Kirilenko   | 14       | 2              |
| Estonia     | Kaia Kanepi        | 16       | 3              |
| Russia      | Nadia Petrova      | 18       | 4              |
| Germania    | Julia Görges       | 21       | 5              |
| Stati Uniti | Varvara Lepchenko  | 22       | 6              |
| Rep. Ceca   | Klára Zakopalová   | 28       | 7              |
| Russia      | Ekaterina Makarova | 29       | 8              |

* Ranking al 10 di settembre 2012

### Altre partecipanti
Giocatrici che hanno ricevuto una Wild card:
- Hong Hyun Hui
- Lee So-ra
- Han Sung-hee

Giocatrici passate dalle qualificazioni:

- Sesil Karatančeva
- Jamie Hampton
- Eléni Daniilídou
- Caroline Garcia

## Campionesse

### Singolare
Caroline Wozniacki ha battuto in finale  Kaia Kanepi per 6–1, 6–0.
- È il suo primo titolo del 2012, diciannovesimo in totale.

### Doppio
Raquel Kops-Jones /  Abigail Spears hanno battuto in finale  Akgul Amanmuradova /  Vania King
per 2–6, 6–2, [10–8].